# Кацураґі (Нара)
Кацураґі (яп. 葛城市, かつらぎし, кацураґі сі ) — місто в Японії, у північно-західній частині префектури Нара.
Засноване 1 жовтня 2004 року шляхом злиття таких населених пунктів:
- містечка Сіндзьо повіту Кіта-Кацураґі (北葛城郡新庄町),
- містечка Тайма (當麻町).

Кацураґі лежить у однойменній місцевості на західному краю Нарської западини, поблизу гір Кацураґі.
Основою економіки міста є лісництво, вирощування овочів і декоративних квітів.
Кацураґі відоме буддистським монастирем Таймадера (612) та переказами про стародавній аристократичний рід Кацураґі.